# Bantarsari (Pabuaran)
Bantarsari is een bestuurslaag in het regentschap Sukabumi van de provincie West-Java, Indonesië. Bantarsari telt 8464 inwoners (volkstelling 2010).